# Aniba guianensis
Aniba guianensis är en lagerväxtart som beskrevs av Jean Baptiste Christophe Fusée Aublet. Aniba guianensis ingår i släktet Aniba och familjen lagerväxter. Inga underarter finns listade i Catalogue of Life.